# Sajid Khan
Pour les articles homonymes, voir Khan (homonymie).
Sajid Khan, né le 23 novembre 1970 à Bombay, est un réalisateur et scénariste indien, frère de la chorégraphe Farah Khan. 
Il commence sa carrière comme présentateur de l'émission Main Bhi Detective en 1995. 

## Filmographie

### Comme réalisateur
- Darna Zaroori Hai (2006)
- Heyy Babyy (2007)
- Housefull (2010)
- Housefull 2 (2012)

### Comme acteur
- Koochie Koochie Hota Hain : voix